# SEGA Channel
SEGA Channel是日本電子遊戲商世嘉為其16位元家用遊戲機Mega Drive（在北美地區稱為Sega Genesis）開發的線上服務，於1994年5月在日本、1994年12月在北美上線。
SEGA Channel採用與有線電視服務相同的同軸電纜技術提供給使用者，採用付費使用模式，使用者可以線上遊玩遊戲、獲得遊戲試玩版、查詢遊戲情報及秘技等。1995年後，世嘉逐漸轉移研發資源至其次世代主機世嘉土星。1998年7月底，SEGA Channel在世嘉土星推出三年後，最終下線終止服務。
SEGA Channel雖然因其不佳的推出時間等諸多因素普遍被視為失敗，但仍以家用遊戲機網路服務先驅之一聞名於世。

## 歷史
Mega Drive（在北美地區被稱為Sega Genesis）於1988年首發，銷量達3075萬部，是世嘉歷年來最成功的主機。
1990年，世嘉在日本推出了其第一個官方線上服務SEGA Meganet。透過內附的卡帶和配件「Mega Modem」，提供線上遊玩遊戲、透過網路與朋友連線對戰機能以及其他生活化服務。原本計畫也要推出名為「Tele-Genesis」的北美地區版本，但是由於主機在日本的銷量不佳，服務擁有的遊戲過少，最終於1993年於日本終止服務，配件所使用的專用插槽也在主機的新機型（Model 2）中被移除。SEGA Meganet雖然失敗，但是為後來SEGA Channel的發展奠下良好的基礎。

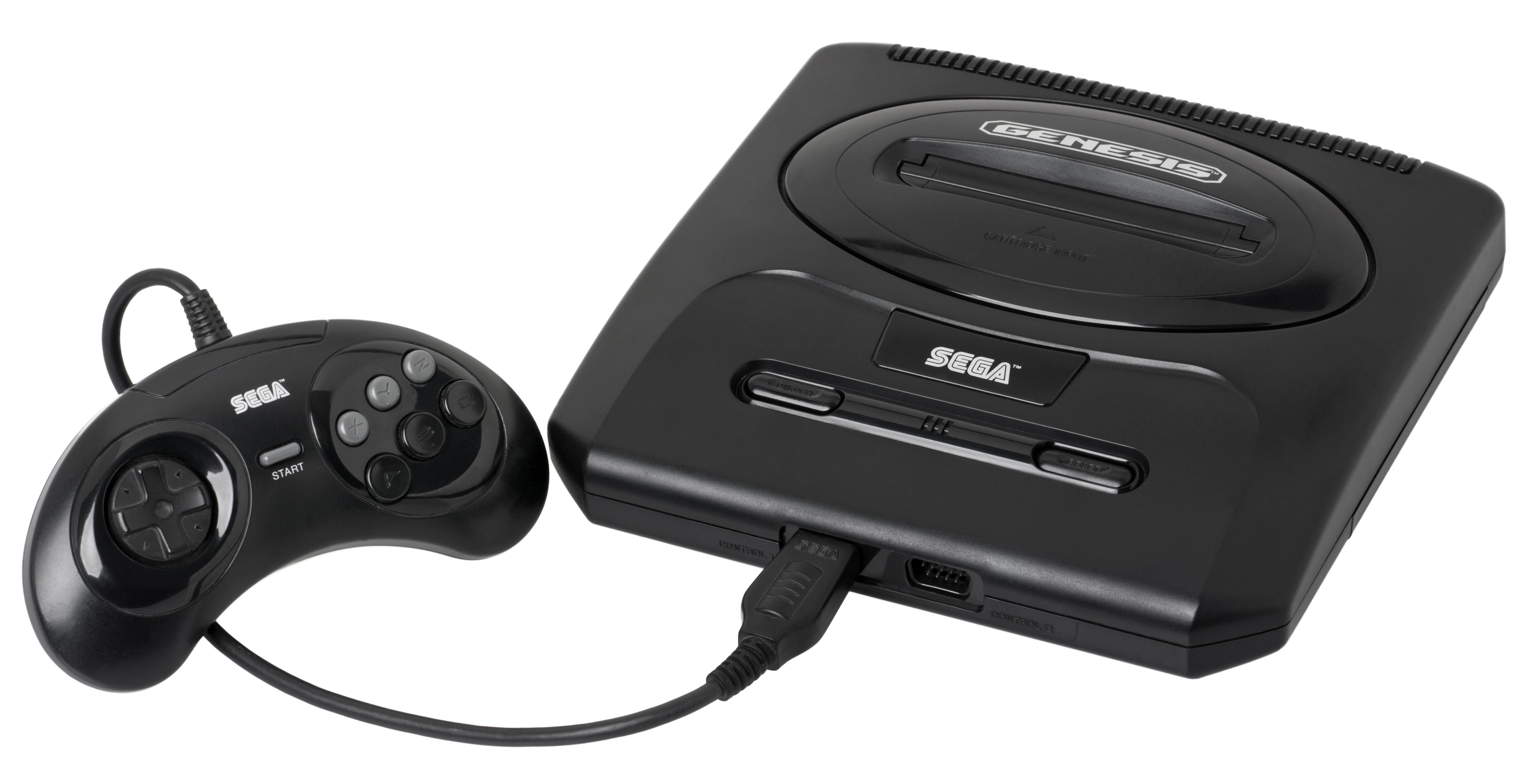
於1993年推出的Mega Drive（SEGA Genesis）後期機型「Model 2」

1993年4月，世嘉發表全新的線上服務SEGA Channel，並決定採用與有線電視相同的同軸電纜技術提供服務。日本地區測試於1994年初開始，並於該年5月正式上線，由當時日本最大的兩家有線電視公司住友商事及伊藤忠商事提供服務，月費3000日圓，並提供兩個月的試用期；美國地區測試於1994年6月開始，該年12月上線，由當時美國最大的兩家有線電視公司TCI公司及華納有線提供服務，月費為12.95美元，並須先支付25美元的啟用費；加拿大地區服務於1995年12月上線，由蕭氏通訊及羅傑斯通訊提供服務，月費為19.95加元；臺灣地區服務於1995年10月上線，由富智國際傳播提供服務。英國地區服務於1996年6月上線，由Telewest公司提供服務，月費為10英鎊。
1995年，世嘉時任執行長中山隼雄決定中止Mega Drive及其配件的開發，以轉移研發資源至時在日本推出的世嘉土星。此舉導致SEGA Channel的推出時間過於接近主機生命週期的末期，間接的導致了SEGA Channel的失敗 。極盛時，SEGA Channel共有25萬名會員，但至1997年，即世嘉轉移研發資源的二年後，會員人數下降至23萬人。雖然世嘉曾考慮將服務擴大至世嘉土星及PC平臺，但計畫最終作罷。1998年7月31日，SEGA Channel於全球下線，終止服務。

## 技術規格

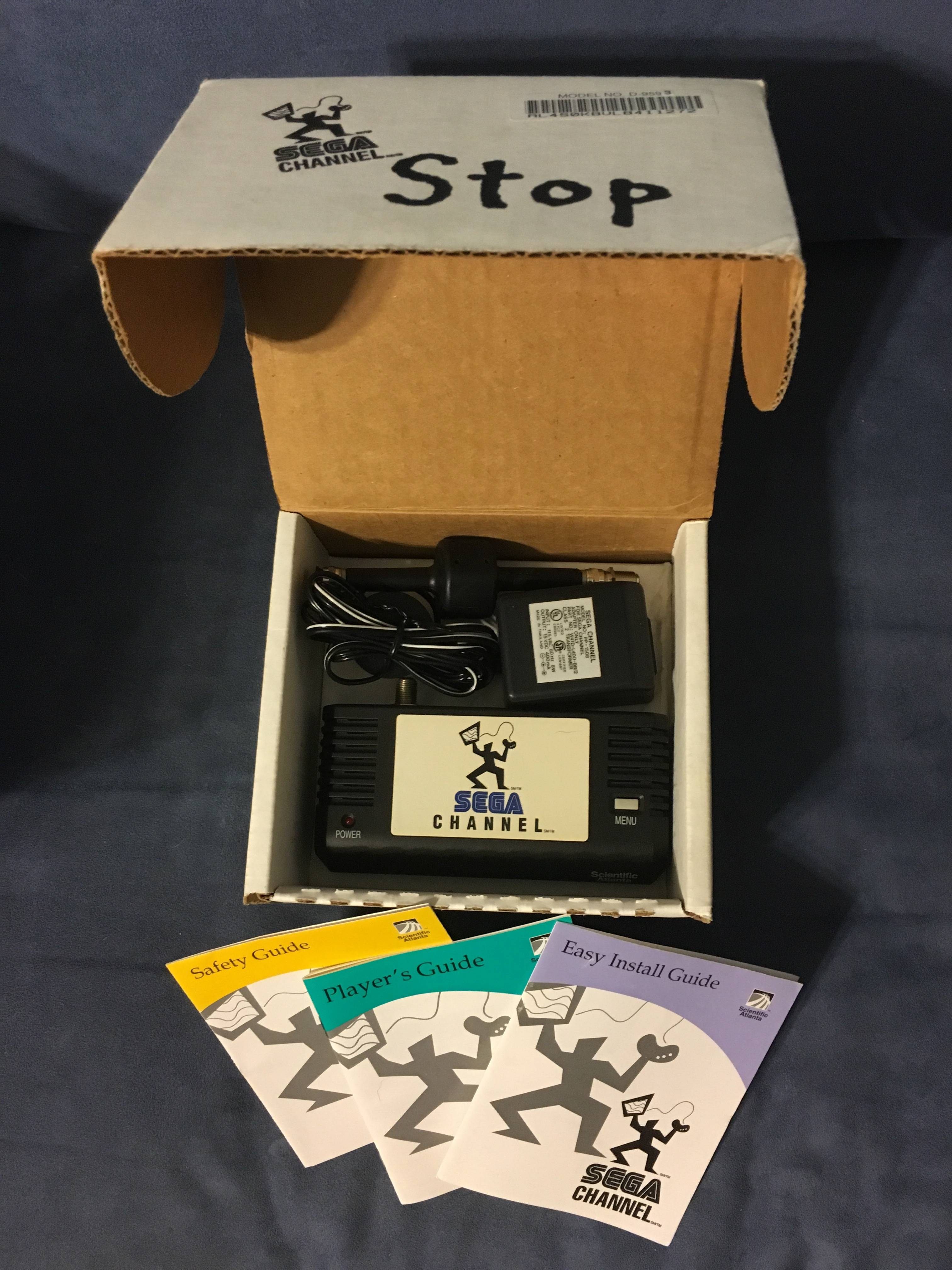
美國的SEGA Channel原始盒裝，包含卡帶、電源供應器、電纜及說明文件

在支付套件費用後，使用者會獲得轉接至主機卡帶插槽用的卡帶式轉接器、一條單向同軸電纜及電源供應器。將電纜連接卡帶及有線電視用端口，在將卡帶插入主機後，主機會連接至有線電視網服務。將插有卡帶的主機啟動後，會連接到服務的主畫面選單，在一般使用情況下費時約30秒。之後，使用者便可以透過選單選擇遊戲，並下載至卡帶內建的4MB記憶體中，每個遊戲約費時一分鐘。為了防止遊戲盜版行為，並促進實體卡帶銷量，在主機關閉時，卡帶上的資料便會被刪除。
在美國、加拿大等地區，服務所需的遊戲資料由世嘉一個專門小組自各家提供遊戲的公司彙集，並複製至CD-ROM光碟上。資料會被送至位於科羅拉多州丹佛市郡的衛星站，並透過Galaxy 7衛星以1.435GHz的上傳速率、1.1GHz的下載速率提供給各地的有線電視服務商；而在加拿大、歐洲及南美洲等地，資料則是直接透過有線電視頭端基站傳遞。為了避免傳輸過程中產生雜訊，損壞遊戲內容，有線電視服務商必須定時整理纜線的訊號，或更換纜線。此舉間接縮短了纜線的汰換週期，有助於日後網際網路技術的普及。

## 遊戲陣容
1994年服務甫上線時，SEGA Channel每月提供50個遊戲，遊戲會每月更換；1997年，遊戲數量增為70個，更換週期也加快至隔週更換。SEGA Channel提供的遊戲包括街機移植遊戲、世嘉第一方遊戲（如《音速小子與納克》、《武士道之王》及《太空哈利II》等），以及第三方廠商如迪士尼授權推出的遊戲（如《大笨貓II》、《阿拉丁王子》等）。
部分遊戲為了不使容量超過卡帶記憶體上限，縮減了遊戲內容（如《超級快打旋風II 新的挑戰者》）；有些遊戲並未推出實體版卡帶，而是只在SEGA Channel推出的下載版（如《洛克人極巨世界》及《戰斧3》等；部分遊戲如《異形戰士》後來也在任天堂推出的線上服務Virtual Console和任天堂Switch Online上重新推出）。另外，有些即將推出的遊戲也會在SEGA Channel推出試玩版（如《恐龍格鬥》等）。雖然遊戲會定期更換，但遊戲種類的比例基本保持不變。在SEGA Channel推出的遊戲，會經過世嘉官方設置的「電視遊戲分級委員會」分級，並允許家長使用密碼限制不符合孩童遊玩年齡的遊戲下載。
除了遊戲本身，SEGA Channel也提供許多與遊戲相關的功能。使用者可以透過服務查詢遊戲秘技，以及取得部分遊戲的通關技巧。廠商也會不定期在SEGA Channel上舉辦活動，如藝電舉辦的《三殺'96》競賽及民間自辦的《恐龍格鬥》競賽等。
由於服務本身運作特性，在1998年SEGA Channel服務終止後，其內容變得難以存取。1990年代末期，電視螢幕的擷取及錄影技術並不發達，且因服務已下線，也無法使用現代模擬器運行，因此現今關於SEGA Channel的媒體影音資料極為稀少，部分SEGA Channel的服務內容直至今日仍不明瞭。

## 評價及影響
SEGA Channel被《科技新時代》雜誌評選為1994年的「最佳新產品」。1995年8月，在《運動畫刊》的一份問卷中指出，在美國，9至13歲的兒童中想取得SEGA Channel的人數，超過了想取得世嘉土星、索尼PlayStation及任天堂64的人數。
IGN的亞當·瑞德賽爾（Adam Redsell）表示，世嘉要求有線電視服務商清理纜線訊號及提高纜線傳輸速度的行為，間接促進網際網路的發展：「今天我們能夠享受高速的網路，可能都要感謝他們。」另一篇由李維·布坎南（Levi Buchanan）撰寫的報導則指出，SEGA Channel身為家用遊戲機網路服務的先驅，為後進者如索尼的PlayStation Network及微軟的Xbox Live奠定了基礎：「世嘉及遊戲業界透過SEGA Channel學到了很多東西。世嘉在SEGA Channel的基礎上，打造了Dreamcast的網路服務SegaNet；在現代的網路服務如PlayStation Network及Xbox Live上，我們仍可以見到SEGA Channel帶來的影響：市集裡充滿了遊戲試玩版。」UGO Networks的報導也將兩者的成功歸功於SEGA Channel。
Sega-16編輯肯·霍洛維茨（Ken Horowitz）在其報導中批評世嘉錯誤的商業決策：「誰會每個月花13美元使用一個即將終止的服務？這個嚴重的錯誤與其他種種因素，導致商家不斷降低SEGA Channel套件的庫存，最終注定了SEGA Channel的失敗命運。」布坎南也表示：「如果SEGA Channel在主機的生命週期早期就發表的話，發展可能就會不同了。不過，SEGA Channel還是以其對遊戲業界的創新，在歷史上留下了一頁。」UGO Networks也對SEGA Channel沒有辦法近一步發展感到遺憾：「如果SEGA Channel能再早一點就發表的話，就能藉此取得更多研發資源，或許也就會有專為線上對戰設計的遊戲了。」

## 外部連結
- 官方網站 （英文）
- 服務開發相關資訊（页面存档备份，存于） （英文）